# Spirastrella cunctatrix
Spirastrella cunctatrix es una especie de esponja y pertenece a la clase de esponjas de cuerno de sílice. En la literatura, también se le conoce como «esponja raya naranja» o «esponja de costra roja».

## Características
Spirastrella cunctatrix forma colonias que pueden alcanzar más de 5 cm de diámetro. Rara vez se hacen más grandes. Las colonias forman costras finas y blandas de unos pocos milímetros de grosor que son de color naranja brillante. En la superficie hay llamativos y pronunciados canales, que se unen radialmente y terminan en una abertura de salida común.
Esta especie se puede confundir con la esponja de color similar Crambe crambe, cuya superficie es suave al tacto. Sin embargo, la superficie de Spirastrella cunctatrix es rugosa.

## Distribución
Se encuentra en el sublitoral del mar Mediterráneo y pueden habitar en diferentes tipos de suelos duros. Las colonias generalmente se encuentran en lugares sombreados, como debajo de salientes, grietas y cuevas. Raramente también en áreas con raíces de pastos marinos.

## Galería de imágenes

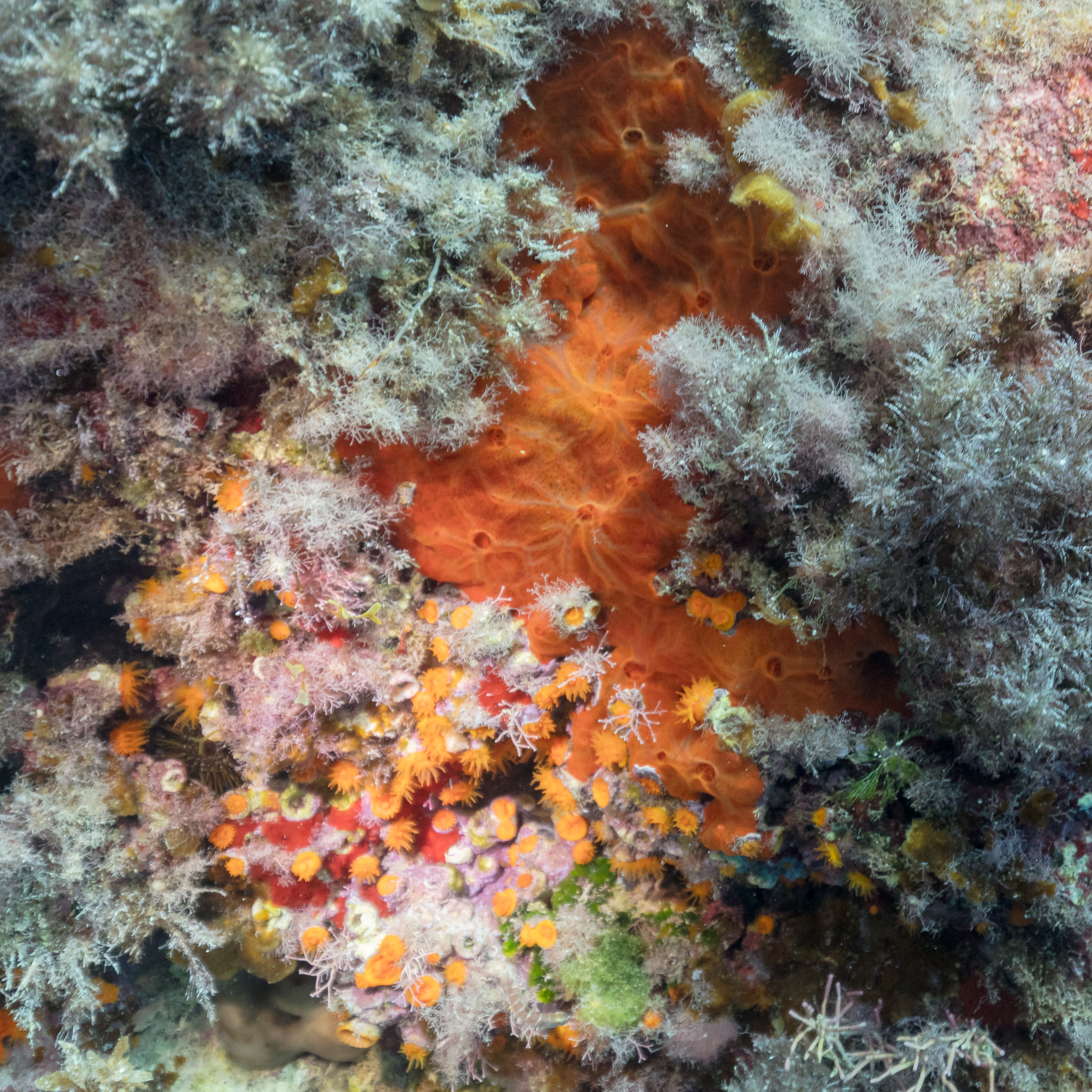
Ejemplar en las costas de Malta (mar Mediterráneo).
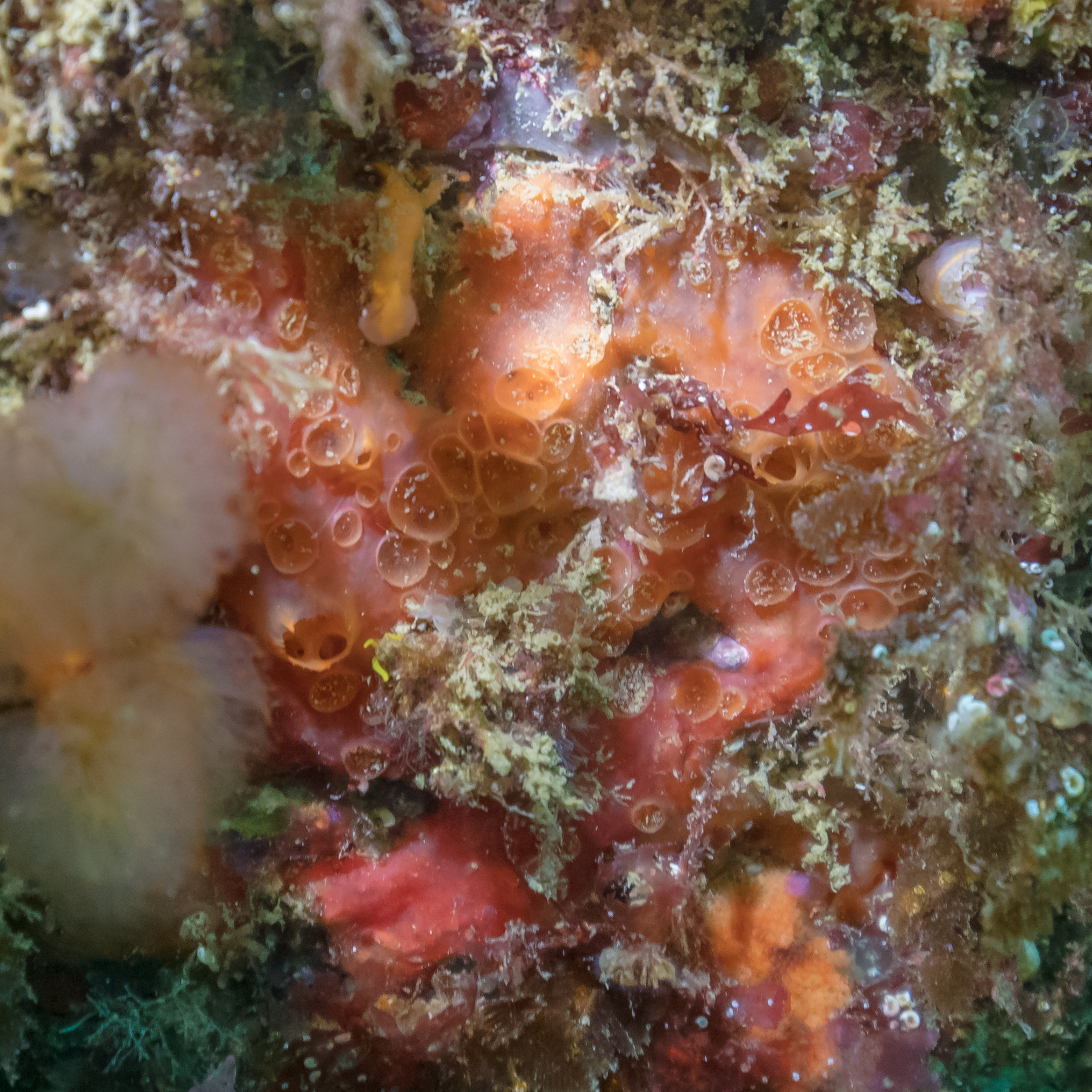
Ejemplar en las costas de Portugal (océano Atlántico).